# Jacek Brick
Jacek Brick (ur. 18 stycznia 1930 w Warszawie, zm. 11 października 2010 tamże) – polski aktor teatralny i filmowy.

## Życiorys
Był synem Tadeusza Żelskiego (Bricka) - także aktora. Debiutował w zespole Teatru Lalek Niebieskie Migdały w Warszawie (1950), a następnie występował w stołecznym Teatrze Syrena (1950-1958). Wówczas też, w 1953 roku zdał eksternistyczny egzamin aktorski. W kolejnych latach grał w Teatrze Bałtyckim w Koszalinie (1960), Teatrze im. Aleksandra Węgierki w Białymstoku (1960-1968), Teatrze Ziemi Mazowieckiej (1968-1978) oraz Teatrze Popularnym w Warszawie (1978-1983). Wystąpił także w pięciu spektaklach Teatru Telewizji (1970-1972) oraz jednej audycji Teatru Polskiego Radia (1959).
Jego żoną była Wiesława Bloch-Brick (1939-2023) - malarka i właścicielka galerii. Oboje byli wielkimi miłośnikami Mielnika i okolic, nabywając w latach 70. XX wieku daczę w Wajkowie, a w 1997 roku budynek dawnej synagogi w Mielniku, który następnie odrestaurowali, otwierając w nim Galerę VAVA.
W uznaniu swych zasług Jacek Brick został uhonorowany w 1979 roku nagrodą artystyczną Wojewódzkiej Rady Narodowej i Miejskiej Rady Narodowej w Białymstoku oraz odznaką „Zasłużony Działacz Kultury”. Został pochowany na cmentarzu ewangelicko-augsburskim w Warszawie (kwatera B 4/24).

## Filmografia
- Chłopcy z ulicy Brzozowej (1972, krótkometrażowy)
- Śmierć prezydenta (1977) - bojówkarz prawicy
- Polskie drogi (1977) - uczeń w szkole tańca Fabiankiewicza (odc. 7)
- Okruch lustra (1978)
- Do krwi ostatniej... (1978)
- ...Gdziekolwiek jesteś panie prezydencie... (1978)
- Tajemnica Enigmy (1979) - odc. 7
- Prom do Szwecji (1979) - sierżant MO
- Do krwi ostatniej (1978, serial)
- Dom (1980) - robotnik w fabryce Jędrysa (odc. 1)
- Starzy znajomi (cykl Zdaniem obrony, 1985) - pracownik warsztatu
- Zmiennicy (1984) - pacjent w szpitalu na wózku inwalidzkim (odc. 2)
- Panny i wdowy (1991) - mężczyzna w karczmie na Syberii

Źródło: Film Polski